# サボー・ラースロー
サボー・ラースロー（Szabó László [ˈsɒboːˌlɑ̈ːsloː]、1936年3月24日 ブダペスト - ）は、フランス・ハンガリーの俳優、映画監督、脚本家である。ジャン＝リュック・ゴダール作品への出演、『恋のモンマルトル』（1975年）などの監督として知られる。

## 来歴・人物
1936年3月24日、ハンガリーの首都ブダペストで生まれる。1950年代初頭のティーンエイジのころ、ハンガリー映画で俳優としてデビュー後、1956年のハンガリー動乱の政情不安定な母国を出て、フランスの首都パリへ移住する。クロード・シャブロル監督の『いとこ同志』（1959年）やゴダール監督の『小さな兵隊』（1960年）などにヌーヴェルヴァーグの作品群に多く出演する。
1973年には、ベルナデット・ラフォン主演の『Les Gants blancs du diable』で映画監督としてデビューする。クロード・ベリがプロデュースした1975年の監督作『恋のモンマルトル』は日本でも公開された。『Sortüz egy fekete bivalyért』（フランス・ハンガリー合作映画、1985年）、『Az ember, aki nappal aludt』（ハンガリー映画、2003年）の2本の監督作は、母国ハンガリーで撮影した。

## おもなフィルモグラフィ
※年号の後にクレジットのないものは出演のみ
- Ütközet békében　1952年　監督ゲルトレル・ヴィクトル (Gertler Viktor)
- いとこ同志 Les Cousins　1959年　監督クロード・シャブロル
- 二重の鍵 À double tour　1959年　監督クロード・シャブロル
- Katia　1959年　監督ロバート・シオドマク、脚本ジョルジュ・ヌヴー、シャルル・スパーク、出演ロミー・シュナイダー、クルト・ユルゲンス
- 気のいい女たち Les Bonnes femmes　1960年　監督クロード・シャブロル
- Et morte la mort　1962年　監督・脚本ジルベール・ベルニュ
- La Punition　1962年　監督・脚本ジャン・ルーシュ
- La Poupée　1962年　監督ジャック・バラティエ、撮影ラウール・クタール
- 小さな兵隊　1960年　監督ジャン＝リュック・ゴダール、出演アンナ・カリーナ
- 女と男のいる舗道 Vivre sa vie: Film en douze tableaux　1962年　監督・脚本・編集・出演ジャン＝リュック・ゴダール、製作ピエール・ブロンベルジェ、撮影ラウール・クタール、音楽ミシェル・ルグラン、助監督・出演ジャン＝ポール・サヴィニャック、助監督ベルナール・トゥブラン＝ミシェル、撮影助手シャルル・L・ビッチ、スクリプターシュザンヌ・シフマン、出演アンナ・カリーナ、アンドレ・S・ラバルト
- 立派な詐欺師　1964年　監督ジャン＝リュック・ゴダール
- アルファヴィル Alphaville, une étrange aventure de Lemmy Caution　1965年　監督ジャン＝リュック・ゴダール、製作アンドレ・ミシュラン、音楽ポール・ミスラキ、撮影ラウール・クタール、製作主任フィリップ・デュサール、助監督シャルル・L・ビッチ、ジャン＝ポール・サヴィニャック、エレーヌ・カルーギン、助監督・出演ジャン＝ピエール・レオ、出演エディ・コンスタンティーヌ、アンナ・カリーナ、ジャン＝ルイ・コモリ、ジャン＝アンドレ・フィエシ、クリスタ・ラング
- メイド・イン・USA　1967年　監督ジャン＝リュック・ゴダール、出演アンナ・カリーナ
- ウイークエンド　1967年　監督ジャン＝リュック・ゴダール
- シロッコ Sirokkó　1969年　助監督・出演　監督・脚本ミクロシュ・ヤンチョー、共同脚本フランシス・ジロー、ジャック・ルーフィオ、製作・出演ジャック・シャリエ、出演マリナ・ヴラディ、クロード・ボーソレイユ　仏ハンガリー合作
- 告白　1970年　監督コスタ＝ガヴラス、出演イヴ・モンタン、シモーヌ・シニョレ
- Les Gants blancs du diable　1973年　監督・脚本　出演ベルナデット・ラフォン　※監督デビュー作
- 恋のモンマルトル Zig zig　1975年　監督・脚本　製作クロード・ベリ、出演カトリーヌ・ドヌーヴ、ベルナデット・ラフォン
- パッション　1982年　監督・脚本ジャン＝リュック・ゴダール、撮影ラウール・クタール、出演イザベル・ユペール、ハンナ・シグラ、イエジー・ラジヴィオヴィッチ、ミリアム・ルーセル、ミシェル・ピコリ、ジャン＝フランソワ・ステヴナン
- 自由、夜　1983年　監督・脚本フィリップ・ガレル、出演モーリス・ガレル、エマニュエル・リヴァ、クリスティーヌ・ボワソン
- 地に堕ちた愛　1984年　監督・脚本ジャック・リヴェット、脚本パスカル・ボニゼール、マリル・パロリーニ、シュザンヌ・シフマン、撮影ウィリアム・リュプチャンスキー、カロリーヌ・シャンプティエ、出演ジェラルディン・チャップリン、ジェーン・バーキン
- 満月の夜　1984年　監督・脚本エリック・ロメール、出演パスカル・オジェ
- Sortüz egy fekete bivalyért　1985年　監督・脚本　出演ジャン＝ルイ・トランティニャン
- ナイジェリア内戦/ビアフラ最後の日　1990年　監督ローラン・アイネマン、出演ファニー・アルダン、ジャック・ペラン
- Lola et quelques autres　テレビ映画　1991年
- 子どもたちはロシア風に遊ぶ Les Enfants jouent à la Russie　1993年　監督・脚本・編集・出演ジャン＝リュック・ゴダール、プロデューサールート・ヴァルトブルゲール、撮影・製作主任・助監督カロリーヌ・シャンプティエ、出演ベルナール・エイゼンシッツ、アンドレ・S・ラバルト
- パリでかくれんぼ　1995年　監督ジャック・リヴェット
- 魂を救え!　1992年　監督・脚本アルノー・デプレシャン
- ヴァンドーム広場　1998年　監督ニコール・ガルシア、製作アラン・サルド、出演カトリーヌ・ドヌーヴ、ジャック・デュトロン、ジャン＝ピエール・バクリ
- エスター・カーン めざめの時　2000年　監督アルノー・デプレシャン
- Léaud l'unique　テレビ映画　2001年　監督・脚本・出演セルジュ・ル・ペロン、出演ジャン＝ピエール・レオ、オリヴィエ・アサヤス、ベルナルド・ベルトルッチ、ラウール・クタール、ジャン＝リュック・ゴダール、イレーヌ・ジャコブ、アキ・カウリスマキ、アニエス・ヴァルダ、アンドレ・S・ラバルト
- Az Ember, aki nappal aludt　2003年　監督・脚本
- ここに幸あり Jardins en automne　2006年　監督オタール・イオセリアーニ、撮影ウィリアム・リュプチャンスキー、出演セヴラン・ブランシェ、ミシェル・ピコリ、ジャン・ドゥーシェ